# Iman Jamali
Iman Jamali Moorchegani, född 11 oktober 1991 i Esfahan i Iran, är en iransk-ungersk högerhänt handbollsspelare som spelar i vänsternia i anfall. Han är sedan oktober 2014 naturaliserad i Ungern. Han spelar i Ungerns landslag.
Jamalis klubbadress var den ungerska klubben Veszprém KC. Iman Jamali lånades inför säsongen 2015 /2016 ut till IFK Kristianstad. Under säsongen spelade han en framträdande roll i klubben och bidrog till att Kristianstad vann SM-guld för andra året i rad. Kristianstad ville gärna behålla honom men det gick inte att ordna och året efter spelade Iman Jamali en säsong i vitryska HK Mjasjkoŭ Brest, innan han återgick till Veszprém KC. 2019 bytte Jamali till rumänska CS Dinamo Bucuresti där han spelade en säsong. 2022 var han tillbaka i europeisk handboll efter sin knäskada och tecknade ett kontrakt med ungerska Cegledi KK.
I SM-kvartsfinal 3, 21 april 2016, mellan IFK Kristianstad och Redbergslids IK sköt Iman Jamali vad som troligen är det hårdast uppmätta skottet inom svensk handboll, 133 km/h (37 m/s). Efter året i Kristianstad lånades Jamali ut till vitryska klubben HK Mjasjkoŭ Brest på två år men efter ett år togs han hem till Veszprém KC. Iman Jamali har under de senaste mästerskapen spelat för Ungern. Under VM 2019 i Danmark råkade han ut för en allvarlig knäskada i matchen mot Egypten. 